# 26e cérémonie des European Film Awards
La 26e cérémonie des prix du cinéma européen (26th European Film Awards), organisée par l'Académie européenne du cinéma, a eu lieu le 7 décembre 2013 et a récompensé les films européens réalisés dans l'année.
Les nominations ont été annoncées le 4 novembre 2013.

## Palmarès

### Meilleur film
- La grande bellezza  Italie  France
  - Alabama Monroe (The Broken Circle Breakdown)  Belgique
  - The Best Offer (La migliore offerta)  Italie
  - Blancanieves  Espagne  France
  - Oh Boy  Allemagne
  - La Vie d'Adèle  France  Espagne  Belgique

### Meilleur réalisateur
- Paolo Sorrentino pour La grande bellezza
  - Pablo Berger pour Blancanieves
  - Abdellatif Kechiche pour La Vie d'Adèle
  - François Ozon pour Dans la maison
  - Giuseppe Tornatore pour The Best Offer (La migliore offerta)
  - Felix van Groeningen pour Alabama Monroe (The Broken Circle Breakdown)

### Meilleur acteur
- Toni Servillo pour le rôle de Jep Gambardella dans La grande bellezza
  - Johan Heldenbergh pour le rôle de Didier Bontinck dans Alabama Monroe (The Broken Circle Breakdown)
  - Jude Law pour le rôle d'Alexis Karénine dans Anna Karénine (Anna Karenina)
  - Fabrice Luchini pour le rôle de Germain Germain dans Dans la maison
  - Tom Schilling pour le rôle de Niko Fisher dans Oh Boy

### Meilleure actrice
- Veerle Baetens pour le rôle d'Elise Vandevelde dans Alabama Monroe (The Broken Circle Breakdown)
  - Luminița Gheorghiu pour le rôle de Cornelia Keneres dans Mère et Fils (Poziția copilului)
  - Keira Knightley pour le rôle d'Anna Karénine dans Anna Karénine (Anna Karenina)
  - Barbara Sukowa pour le rôle de Hannah Arendt dans Hannah Arendt
  - Naomi Watts pour le rôle de Maria dans The Impossible (Lo Imposible)

### Meilleur scénariste
- François Ozon pour Dans la maison
  - Paolo Sorrentino et Umberto Contarello pour La grande bellezza
  - Tom Stoppard pour Anna Karénine (Anna Karenina)
  - Giuseppe Tornatore pour The Best Offer (La migliore offerta)
  - Felix van Groeningen et Carl Joos pour Alabama Monroe (The Broken Circle Breakdown)

### Meilleur directeur de la photographie
- Asaf Sudry pour Le cœur a ses raisons (למלא את החלל)

### Meilleur monteur
- Cristiano Travaglioli pour La grande bellezza

### Meilleur chef décorateur européen
- Sarah Greenwood pour Anna Karénine (Anna Karenina)

### Meilleur compositeur
- Ennio Morricone pour The Best Offer (La migliore offerta)

### Meilleur ingénieur du son
- Matz Müller et Erik Mischijew pour Paradis : Foi (Paradies: Glaube)

### Meilleur film d'animation
- Le Congrès (כנס העתידנים)  Israël  France  Allemagne  Pologne  Luxembourg  Belgique
  - Jasmine  France
  - Pinocchio  Italie  Luxembourg  France  Belgique

### Meilleur film documentaire
- The Act of Killing (Jagal)  Danemark  Norvège  Royaume-Uni
  - L'Escale  Suisse  France
  - L'Image manquante  Cambodge  France

### Meilleur court métrage
Les finalistes ci-dessous sont des films ayant remporté le prix du meilleur court métrage dans l'un des festivals de cinéma européens (indiqué entre parenthèses).
- Death of a Shadow (Dood van een schaduw)  France  Belgique (Festival international du film de Valladolid)
  - Cut  Allemagne (Festival international du film de Curtas Vila do Conde)
  - Butter Lamp  France  Chine (Festival international du film de Leeds)
  - House with small windows  Belgique (Festival international du film de Venise)
  - Letter  Russie (Festival du film de Cracovie)
  - Mistery  Espagne (Festival international du film de Berlin)
  - Morning  Royaume-Uni (Festival du film de Cork)
  - The Waves  Portugal (Festival international du film de Flandre-Gand)
  - Orbit Ever After  Royaume-Uni (Festival du film de Bristol)
  - Jump  Bulgarie (Festival international du court métrage de Clermont-Ferrand)
  - Sunday 3  Allemagne (Festival international du film de Tampere)
  - A Story For The Modlins  Espagne (Festival du film de Sarajevo)
  - Tough I Know The River Is Dry  Égypte  Palestine  Royaume-Uni (Festival du film de Rotterdam)
  - Nuclear Waste  Ukraine (Festival du film de Grimstad)
  - Zima  Russie (Festival international du film de Locarno)

### Meilleure comédie
- Love Is All You Need (Den skaldede frisør)  Danemark
  - Les Amants passagers (Los amantes pasajeros)  Espagne
  - The Priest's Children (Svecenikova Djeca)  Croatie
  - Welcome Mr. President! (Benvenuto Presidente!)  Italie

### People's Choice Award
Prix du public sur Internet.
- La Cage dorée  Portugal  France
  - Alabama Monroe (The Broken Circle Breakdown)  Belgique
  - Les Amants passagers (Los amantes pasajeros)  Espagne
  - Anna Karénine (Anna Karenina)  Royaume-Uni
  - The Best Offer (La migliore offerta)  Italie
  - The Impossible (Lo Imposible)  Espagne
  - Kon-Tiki  Norvège  Suède  Royaume-Uni
  - Love Is All You Need (Den skaldede frisør)  Danemark
  - Oh Boy  Allemagne
  - Sugar Man (Searching for Sugar Man)  Suède  Royaume-Uni
  - Survivre (Djúpið)  Islande

### Discovery of the Year - Prix FIPRESCI
Prix décerné par la fédération internationale de la presse cinématographique.
- Oh Boy  Allemagne
  - Eat Sleep Die (Äta sova dö)  Suède
  - Call Girl  Suède  Norvège  Finlande  Irlande
  - Miele  Italie  France
  - The Plague (La Plaga)  Espagne

### Achievement in World Cinema Award
- Pedro Almodóvar[3]

### Lifetime Achievement Award
- Catherine Deneuve[4]

## Statistiques

### Nominations multiples
6 : Alabama Monroe
5 : Anna Karénine, The Best Offer, La grande bellezza
4 : Oh Boy
3 : Dans la maison
2 : Les Amants passagers, Blancanieves, The Impossible, Love Is All You Need, La Vie d'Adèle

### Récompenses multiples
4 : La grande bellezza